# Колхозное (Карагандинская область)
Колхозное (каз. Колхозное) — село в Осакаровском районе Карагандинской области Казахстана. Входит в состав сельского округа Есиль. Находится примерно в 25 км к северо-востоку от районного центра, посёлка Осакаровка. Код КАТО — 355647200.

## Население
В 1999 году население села составляло 515 человек (245 мужчин и 270 женщин). По данным переписи 2009 года, в селе проживало 447 человек (206 мужчин и 241 женщина).